# Lolita (film fra 1997)
 For alternative betydninger, se Lolita (flertydig). (Se også artikler, som begynder med Lolita)
Lolita er en film fra 1997 instrueret af Adrian Lyne og var den anden film baseret på romanen Lolita af Vladimir Nabokov. Filmen har Jeremy Irons som Humbert og Dominique Swain som Dolores "Lolita" Haze. Vigtige biroller spilles af Melanie Griffith som Charlotte Haze og Frank Langella som Clare Quilty.

## Medvirkende
- Jeremy Irons som Professor Humbert Humbert
  - Ben Silverstone som ung Humbert
- Dominique Swain som Dolores "Lolita" Haze
- Frank Langella som Clare Quilty
- Melanie Griffith som Charlotte Haze
- Suzanne Shepherd som Miss Pratt
- Keith Reddin som Reverend Rigger
- Erin J. Dean som Mona
- Joan Glover som Miss LaBone
- Ed Grady som Dr. Melinik
- Michael Goodwin som Mr. Beale
- Angela Paton som Mrs. Holmes
- Emma Griffiths-Malin som Annabel Lee
- Ronald Pickup som ung Humberts far
- Michael Culkin som Mr. Leigh
- Annabelle Apsion som s Mrs. Leigh